# Schaduwtest
De schaduwtest is een techniek voor het uitvoeren van een test. 
De schaduwtest is een test die met name in de laatste fase van het testen, in de functionele acceptatie, uitgevoerd wordt. Schaduwdraaien houdt in dat het nieuw te gebruiken (sub)systeem naast het al in gebruik zijnde systeem wordt gebruikt, en dat op regelmatige momenten gegevens en effecten in de twee systemen met elkaar worden vergeleken. 
Op basis van de beoordeling van de verschillen tussen de twee systemen kan bepaald worden of een (sub)systeem of product voldoet aan de requirements of niet, en/of een systeem dus geaccepteerd kan worden of niet. 
Een schaduwtest wordt zeker niet altijd uitgevoerd omdat het veel werk kan zijn om deze test uit te voeren. Wel kunnen gedeelten van het systeem op deze manier getest worden bijvoorbeeld rapportages. 
Lang niet alles kan op deze manier getest worden. Een nieuw medicijn bijvoorbeeld kan niet tegelijk met een oud medicijn aan dezelfde persoon gegeven (getest) worden. Ook kan er maar één rem tegelijk in een auto werken. 